# Мищенко, Иван Васильевич (хоккеист)
Иван Васильевич Мищенко (род. 22 июля 1995, Омск) — российский хоккеист, защитник.

## Биография
Воспитанник омского «Авангарда». В сезонах 2012/13 — 2013/14 играл в МХЛ Б за «Ястребов» Омск. С сезона 2014/15 — в команде МХЛ «Омские ястребы». По ходу следующего сезона перешёл в команду ВХЛ «Сарыарка» Караганда. С сезона 2017/18 — в клубе КХЛ «Адмирал» Владивосток, дебютировал 1 сентября в гостевом матче против «Трактора» (3:2). Перед сезоном 2020/21 перешёл в «Сочи». 28 декабря 2021 года был обменян в СКА на Ивана Морозова, единственный матч провёл 4 января в гостях против «Куньлуня» (5:1). В августе 2022 года был обменян в «Барыс» на денежную компенсацию.
Играл в сборной России на матчах Еврохоккейтура 2018/19, 2019/20.